# 바우페스강

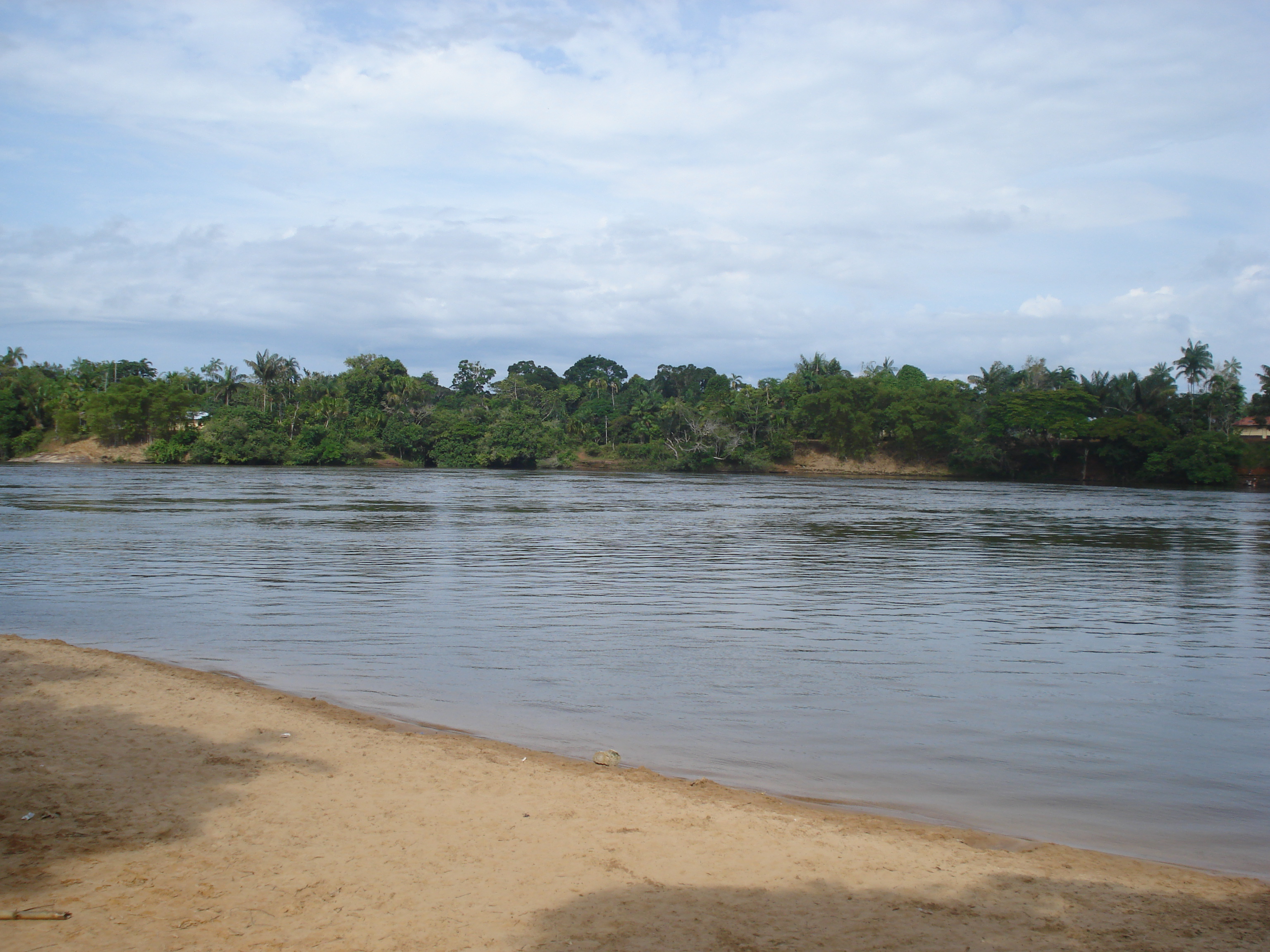

바우페스강(스페인어: Río Vaupés, 브라질 포르투갈어: Rio Uaupés, 스페인어: Vaupés River)은 콜롬비아와 브라질을 흐르는 강이자 네그루강의 지류이다.